# Geonoma talamancana
Geonoma talamancana är en enhjärtbladig växtart som beskrevs av Michael Howard Grayum. Geonoma talamancana ingår i släktet Geonoma och familjen Arecaceae.
Artens utbredningsområde är Costa Rica. Inga underarter finns listade i Catalogue of Life.